# تحويل مسار الأمعاء
تحويل مسار الأمعاء (بالإنجليزية: Intestinal bypass)‏هي عملية جراحية لعلاج البدانة يتم إجراؤها على المرضى الذين يعانون من السمنة المفرطة لإحداث فقدان لا رجعة فيه في الوزن، عند فشل تطبيق قيود صارمة على الأنظمة الغذائية. تم استخدام مفاغرة الصائم القولوني في البداية. ومع ذلك، فقد أدى ذلك إلى بعض المضاعفات غير المتوقعة مثل خلل شديد في توازن الكهارل وفشل الكبد. ثم تم تعديله إلى تقنيات الصائم. نظرًا لكونها شكلًا جديدًا لعلاج السمنة، فقد تم إجراء العديد من عمليات تحويل مسار الأمعاء في الستينيات والثمانينيات من القرن الماضي. وقد لوحظ فقدان كبير في الوزن لدى المرضى، ولكن هذه الجراحة أدت أيضًا إلى العديد من المضاعفات، على سبيل المثال، نقص التغذية ومشاكل التمثيل الغذائي. ونظرًا لوجود البدائل الجراحية والأدوية المضادة للسمنة، نادرًا ما يتم استخدام المجازة المعوية.

## تشريح الجهاز الهضمي في الإنسان
في الجهاز الهضمي للإنسان، المعدة هي المسؤولة عن عمليات الهضم الميكانيكية والكيميائية. تشارك الأمعاء الدقيقة في امتصاص وهضم العناصر الغذائية، في حين أن الأمعاء الغليظة مسؤولة عن التخلص من الفضلات (التغوط). تتكون الأمعاء الدقيقة من 3 أجزاء: الاثني عشر، والصائم، واللفائفي. الاثني عشر هو الجزء الأول من الأمعاء الدقيقة ويتصل بالمعدة عن طريق صمام البواب. الصائم هو الجزء الثاني والأوسط من الأمعاء الدقيقة. اللفائفي هو الجزء الأخير من الأمعاء الدقيقة ويتصل بالأعور، وهو جزء من الأمعاء الغليظة، عبر الصمام اللفائفي الأعوري.

## أنواع تحويل مسار الأمعاء

### إجراءات جراحة تحويل مسار الأمعاء
تقوم جراحة تحويل مسار الأمعاء، كما يوحي اسمها، بمفاغرة 14 بوصة من الاثني عشر القريب، وهو جزء من الأمعاء الدقيقة الأقرب إلى المعدة، إلى 4 بوصات من اللفائفي البعيد، وهو جزء من الأمعاء الدقيقة الأقرب إلى الأمعاء الغليظة. يؤدي هذا إلى إنشاء حلقة عمياء وتجاوز ما يقرب من 85-90% من الأمعاء الدقيقة. كنتيجة طبيعية، يتم تقليل امتصاص العناصر الغذائية بشكل كبير، وبالتالي يؤدي إلى انخفاض واضح في الوزن.
هناك أربعة أنواع مختلفة من تحويل مسار الأمعاء. وهي المجازة الصائمية القولونية، والمجازة الصائمية اللفائفية من طرف إلى جانب، والمجازة الصائمية اللفائفية من طرف إلى طرف، وتحويل البنكرياس الصفراوي، على التوالي.

#### المجازة الصائمية القولونية
تم إجراؤها لأول مرة في عام 1963، وتعتبر المجازة الصائمية القولونية هي النوع الأول من جراحة المجازة المعوية. تقوم هذه الجراحة بمفاغرة الاثني عشر القريب مع القولون المستعرض (جزء من الأمعاء الغليظة). ومع ذلك، فقد تبين أن الجراحة كانت فاشلة للغاية حيث عانى المرضى من اختلال شديد في توازن الكهارل واضطراب التمثيل الغذائي بعد ذلك.

#### المجازة الصائمية اللفائفية من طرف إلى جانب

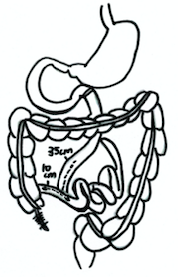
الإجراء الجراحي للمجازة الصائمية اللفائفية من طرف إلى جانب

تم تصميم هذا النوع من الجراحة للتغلب على عيوب المجازة الصائمية القولونية. تم إجراؤها لأول مرة في عام 1969، حيث تم مفاغرة نهاية الاثني عشر القريب بجانب الدقاق البعيد. ومع ذلك، نظرًا لاحتمال ارتداد المحتوى اللفائفي إلى الحلقة العمياء، شكك بعض الجراحين في فعالية هذه الجراحة.

#### المجازة الصائمية اللفائفية من طرف إلى طرف

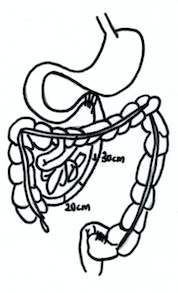
الإجراء الجراحي للمجازة الصائمية اللفافية من طرف إلى طرف

ظهر هذا النوع من الجراحة في نفس وقت إجراء المجازة الصائمية اللفائفية من طرف إلى جانب. اعتبر بعض الجراحين هذا خيارًا أفضل من المجازة الصائمية اللفائفية من طرف إلى جانب؛ لأنه يمنع ارتداد المحتوى اللفائفي إلى الحلقة العمياء. من أجل تحقيق ذلك، يتم مفاغرة نهاية الاثني عشر القريبة مع الدقاق البعيد. يتم تصريف الحلقة العمياء إلى القولون المستعرض. ومع ذلك، كشفت دراستان أن كلا من المجازة الصائمية اللفافية من طرف إلى جانب ومن طرف إلى طرف كان لهما تأثير مماثل في فقدان الوزن.

#### تحويل البنكرياس الصفراوي

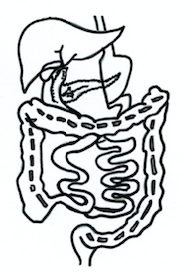
الإجراء الجراحي لتحويل البنكرياس الصفراوي

ظهر لأول مرة في عام 1980، ويتضمن تحويل القناة الصفراوية البنكرياسية جزأين: استئصال المعدة وتحويل مسار الأمعاء. أولاً، تتم عملية استئصال المعدة بإزالة جزء كبير من المعدة . انخفاض سعة المعدة مما يؤدي إلى انخفاض شهية المرضى. ثانياً، يتم مفاغرة المجازة المعوية للاثني عشر القريب واللفائفي البعيد. تختلف هذه المجازة المعوية عن المجازات الثلاثة المذكورة أعلاه في الطريقة التي يتم بها تصريف الحلقة العمياء التي تحمل الإنزيمات الصفراوية والهضمية إلى الجزء البعيد من الأمعاء الدقيقة. باستخدام هذه التقنية، يمكن تقليل امتصاص العناصر الغذائية، وخاصة الدهون، بشكل كبير.

## آليات تخفيض الوزن
تعمل هذه الجراحة بالطرق التالية لمساعدة المرضى على تقليل وزن الجسم:

### تحريض سوء الامتصاص
يعد تحريض سوء الامتصاص هو التأثير الأبرز للجراحة. الأمعاء الدقيقة هي المسؤولة عن معظم امتصاص العناصر الغذائية. من خلال تجاوز جزء كبير من الأمعاء الدقيقة، يقلل هذا النوع من الجراحة بشكل كبير من قدرة الجهاز الهضمي على الامتصاص. يظهر سوء الامتصاص بشكل خاص في التحويل الصفراوي البنكرياسي. فهو لا يقلل فقط من طول الأمعاء الدقيقة من أجل الامتصاص، ولكنه أيضًا يصرف الإنزيمات الصفراوية والهضمية إلى اللفائفي البعيد فقط. الصفراء ضرورية لامتصاص الدهون، بينما تسهل الإنزيمات الهاضمة تناول البروتينات. يؤدي تصريفها إلى اللفائفي البعيد فقط إلى تقليل كفاءة الامتصاص المعوي، وبالتالي تحقيق هدف تقليل الوزن.

### تكييف الشهية
إذا تناول المرضى طعامًا زائدًا بعد الجراحة، فسوف يعانون من اضطرابات في البطن مثل إسهال دهني وآلام في البطن، حيث تنخفض قدرة الجهاز الهضمي لدى المرضى بشكل كبير.

## معيار الاختيار
تعتبر عملية تحويل مسار الأمعاء، على الرغم من فعاليتها العالية في إنقاص الوزن، عملية محفوفة بالمخاطر ولا رجعة فيها. وبالتالي، فإنه يتطلب تقييمًا واختيارًا صارمَيْن قبل إجراء الجراحة. وفيما يلي معايير الاختيار العادية:
- الوزن الزائد لأكثر من 100رطل.
- الاستعداد لتقبل الأعراض الجانبية وبالتالي كافة إجراءات المتابعة.
- دليل على فشل جميع المحاولات السابقة لإنقاص الوزن.
- حالة الصحة النفسية مستقرة.
- التقييم النفسي يوضح حالة السمنة.
- غياب جميع أنواع اعتلالات الغدد الصماء القابلة للتصحيح.

تعتبر هذه الجراحة بمثابة النهج الأخير لإنقاص الوزن عندما تفشل جميع طرق إنقاص الوزن الأخرى، وفي الوقت نفسه تظل السمنة المرضية مشكلة تهدد الحياة. من المهم أن يفهم المرضى جميع إيجابيات وسلبيات هذه الجراحة، على الرغم من فقدان الوزن الذي يهدفون إليه.

## التأثيرات الصحية
يمكن أن تؤدي جراحة تحويل مسار الأمعاء إلى فقدان الوزن بشكل فعال، ولكنها قد تؤدي أيضًا إلى مضاعفات مختلفة لا ينبغي إهمالها. يحتاج حوالي نصف المرضى الذين خضعوا لهذه الجراحة إلى إعادة المستشفى لإدارة المضاعفات.  يتم عرض النتائج المتوقعة والمخاطر المحتملة لعملية تحويل مسار الأمعاء على النحو التالي:
يمكن أن تؤدي جراحة تحويل مسار الأمعاء إلى فقدان الوزن بشكل فعال، ولكنها قد تؤدي أيضًا إلى مضاعفات مختلفة لا ينبغي إهمالها. يحتاج حوالي نصف المرضى الذين خضعوا لهذه الجراحة إلى الذهاب إلى المستشفى لإدارة المضاعفات. يتم عرض النتائج المتوقعة والمخاطر المحتملة لعملية تحويل مسار الأمعاء على النحو التالي:

### النتائج الجراحية المتوقعة

#### فقدان الوزن
تشير التقديرات إلى أنه يمكن تقليل مساحة السطح الامتصاصية في الأمعاء الدقيقة بنسبة 85% بعد الجراحة. وينتج عن ذلك سوء الامتصاص المستمر، وبالتالي فقدان الوزن بشكل مستدام.

#### فوائد التمثيل الغذائي
- ينخفض مستوى الجلوكوز في الدم بشكل ملحوظ عند المرضى الذين يعانون من ارتفاع السكر في الدم، و يُلاحَظ مستوى طبيعي للجلوكوز في الدم وانخفاض كبير في مقاومة الأنسولين بعد الجراحة، باستثناء حالات المرضى الذين يعانون من مرض السكري من النوع الأول.[7]
- تنخفض مستويات الكوليسترول والدهون في الدم،[2] مما يقلل من مخاطر الإصابة بأمراض القلب والأوعية الدموية مثل تصلب الشرايين.

### مخاطر تحويل مسار الأمعاء

#### التأثيرات الأيضية الضارة
- يُلاحَظ الإسهال لدى جميع المرضى الذين يقومون بهذه الجراحة تقريبًا. يمكن أن يصل معدل التغوط اليومي إلى 20 مرة [5] وهذا عادة ما يؤثر على المرضى لمدة ثلاثة إلى ستة أشهر. من المحتمل جدًا أن يحدث خلل في توازن الكهارل بسبب الإسهال . مما يؤدي إلى انخفاض مستوى البوتاسيوم والمغنيسيوم والزنك في الدم.[5]
- من المرجح أن يحدث مرض العظام الأيضي عند المرضى الذين يعانون من نقص فيتامين د قبل الجراحة مما يؤدي إلى حالات قليلة من لين العظام.[8]

#### الضعف الجسدي
التعب شائع بعد الجراحة بسبب سوء امتصاص العناصر الغذائية.

#### المضاعفات
- تعد حصوات الكلى أيضًا من المخاطر المرتبطة بإجراء جراحة تحويل مسار المعدة. ويرجع ذلك بشكل رئيسي إلى فرط أوكسالات البول المعوي. زيادة امتصاص الأوكسالات في القولون يزيد من خطر تكوين حصوات الكلى.[5]
- قد يظهر التهاب المفاصل بعد الجراحة لدى مرضى السمنة المفرطة بسبب الاستجابات المناعية المفرطة لبكتيريا الأمعاء.[1] يمكن أن تستمر الأعراض لمدة ثلاثة إلى ستة أشهر[9] ومع ذلك، فإن أعراض التهاب المفاصل ليست شديدة.[1][9]

#### خلل في وظائف الجهاز الهضمي
ويلاحظ انتفاخ البطن حتى بعد سنوات من الجراحة. قد يعاني المرضى من مشاكل مستمرة تتمثل في إنتاج ريح ذات رائحة كريهة بسبب تراكم الغازات في الجهاز الهضمي. يمكن أن تكون هناك أيضًا مشاكل انتفاخ غير طبيعي للبطن بعد الوجبات.

#### مشاكل صحية طويلة الأمد
أُبلغ عن آثار صحية سلبية طويلة المدى. يعد الإسهال المزمن من المضاعفات الشائعة والمتكررة، ويؤدي أيضًا إلى زيادة خطر الإصابة بأمراض المستقيم مثل البواسير. والأخطر من ذلك، أن مخاطر الإصابة بتحصي الكلية وأمراض الكلى المزمنة تبلغ 28.7% و9.0% على التوالي على المدى الطويل.

## نقص التغذية وحلولها
غالبًا ما يُلاحظ نقص التغذية لدى المرضى بعد الجراحة بسبب سوء الامتصاص. يشمل:

### فقدان الشهية
يعتبر فقدان الشهية استجابة طبيعية يتم العثور عليها بعد الأسابيع القليلة الأولى من الجراحة، ولكن بعد أربعة إلى ستة أسابيع، يستعيد معظم المرضى شهيتهم الأولية قبل إجراء الجراحة.

### عدم توازن العناصر في الجسم
- يعتبر نقص بوتاسيوم الدم أيضًا استجابة طبيعية بعد جراحة المجازة المعوية. بدون توفير مكملات البوتاسيوم، يحدث نقص بوتاسيوم الدم لدى جميع المرضى تقريبًا.[7] ولذلك، عادة ما يوصَف للمرضى أقراص أو مشروب من مكملات البوتاسيوم لمدة ستة أشهر بعد الجراحة.[7]
- ويلاحظ أيضا نقص كلس الدم في بعض المرضى. تشمل الأعراض الناتجة عن عدم توازن الكهارل هذا القلق وتشنج العضلات والخدر. يتم إعطاء مكملات الكالسيوم للمرضى عندما تكون مستويات الكالسيوم في الدم أقل من المعدل الطبيعي.[11]

### نقص الفيتامينات
انخفاض مستويات مصل فيتامين ب 12 وفيتامين أ وفيتامين د وفيتامين هـ وفيتامين ك هي حالات نقص غذائية شائعة بعد الجراحة. يوصى باستخدام 1000ملغ من فيتامين ب 12 شهريًا، كما يوصى أيضًا بتناول مكملات الفيتامينات والمعادن خلال النصف الأول إلى العام الكامل بعد الجراحة حتى انقضاء فترة فقدان الوزن السريع.

### أضرار تلحق بالأعضاء
ينتج الضرر الكبدي عن عدم كفاية الإمداد الغذائي والتنكس الدهني، حيث يظل هو التأثير الجانبي الأكثر خطورة، وربما المميت. قد تظهر على المرضى أعراض مثل الغثيان والقيء. إن تناول الكحول أمر لا يطاق لأنه يزيد من احتمالية إصابة الكبد بالضعف. كما أنه هناك حالات وفاة بسبب فشل الكبد. من خلال تطبيق استبدال الأحماض الأمينية عن طريق الفم مباشرة بعد الجراحة، يمكن تحقيق الوقاية من مشاكل الكبد هذه.

## بدائل تحويل مسار الأمعاء

### العلاجات الجراحية البديلة
بسبب المضاعفات المذكورة أعلاه، بدلاً من إجراء جراحة تحويل مسار الأمعاء حيث تعد جراحة تحويل مسار المعدة من أكثر جراحات السمنة استخدامًا في الوقت الحاضر. تؤدي جراحةتحويل مسار الأمعاء إلى سوء الامتصاص عن طريق مفاغرة الأمعاء الدقيقة القريبة والبعيدة. ومع ذلك، فإن الأمعاء الدقيقة لها دور مهم في أداء مجموعة واسعة من الوظائف الفسيولوجية والتمثيل الغذائي الهامة، مثل استقلاب الدهون. وعلى العكس من ذلك، تلعب المعدة دورًا أقل أهمية في الوظائف الفسيولوجية والتمثيل الغذائي. إن أبرز وظيفة فسيولوجية للمعدة هي عملية الهضم، إلا أن الأمعاء الدقيقة قادرة أيضًا على الهضم. وبالتالي، فإن جراحة تحويل مسار المعدة تسبب ضررًا أقل لعملية التمثيل الغذائي الشامل للعناصر الغذائية. تؤدي عملية تحويل مسار المعدة إلى فقدان الوزن عن طريق التحكم في شهية المرضى، بدلاً من التسبب في سوء الامتصاص. ونتيجة لذلك، يتم الآن استبدال المجازة المعوية ببديل المجازة المعدية.

### الأدوية المضادة للسمنة
الأدوية المضادة للسمنة هي أيضًا حل ممكن. ومن أمثلة هذه الأدوية أورليستات، الذي تم وصفه لأول مرة في عام 1998. وفي عام 2009، أصبح دواءً بدون وصفة طبية بعد الحصول على موافقة وكالة الأدوية الأوروبية. في التجارب السريرية، أظهر المرضى الذين وصِف لهم استخدام أورليستات (120 ملغ) فقدانًا أفضل للوزن من أولئك الذين لم يتناولوه (8.76 كجم مقابل 5.81 كجم) في عام واحد. ومع الأدوية الفعالة، يمكن للأشخاص الذين يعانون من السمنة المفرطة التحكم بشكل أفضل في وزنهم دون الحاجة إلى الخضوع لعملية جراحية عالية الخطورة نسبيًا.

## أنظر أيضا
- جراحة لعلاج البدانة
- بدانة
- الجهاز الهضمي عند الإنسان